# Erik von Kuehnelt-Leddihn
Erik von Kuehnelt-Leddihn (n. 31 iulie 1909, Haselsdorf-Tobelbad⁠(d), Stiria, Austria – d. 26 mai 1999, Lans⁠(d), Tirol, Austria) a fost un filozof, profesor universitar, jurnalist, critic literar și scriitor de literatură științifico-fantastică austriac.

## Biografie și carieră
S-a născut la 31 iulie 1909, în Stiria. Erik von Kuehnelt-Leddihn a studiat dreptul, economia și teologia în universități din Viena și Budapesta. Și-a luat doctoratul cu o dizertație despre „criza internă din Marea Britanie”. Deja la vârsta de 16 ani, a lucrat ca jurnalist. La vârsta de 20 de ani, un ziar maghiar l-a trimis în Rusia ca un corespondent.
Romanul său din 1933 Jesuiten, Spießer, Bolschewiken ("Iezuiți, bolșevici, filisteni") după al doilea război mondial, în zona de ocupație sovietică, a fost pus în lista literaturii care trebuie eliminată. Au urmat curând alte cărți, unele publicate sub pseudonim (Tomislav Vitezović, Francis Stuart Campbell sau Chester F. O’Leary).
În 1937 Erik von Kuehnelt-Leddihn s-a căsătorit cu Contesa Christiane von Goess și s-au mutat în același an în Statele Unite ale Americii pentru a preda la Universitatea Georgetown din Washington, DC. În timpul războiului civil spaniol, a călătorit în calitate de jurnalist în teritoriile spaniole sub controlul forțelor spaniole naționale.
După ce s-a întors în Statele Unite ale Americii, a acceptat posturi de predare la diferite universități catolice.
În 1947 Erik von Kuehnelt-Leddihn a revenit în Austria și s-a mutat la Lans în Tirol. De atunci a lucrat ca jurnalist independent. El a scris, de exemplu, pentru reviste ca National Review, Theologisches, Rheinischer Merkur sau Die Aula.
Gândirea sa politică și filosofică a fost influențată de viața sa în Imperiul austro-ungar și de experiența sa cu bolșevismul în timpul șederii sale în Rusia, dar a fost marcat și de ascensiunea nazismului în Europa. Principalele puncte de referință ale sale au fost contradicțiile dintre libertate și egalitate și dintre  diversitate și identitate.
A fost descris ca fiind „o carte plină de cunoștințe”. Kuehnelt-Leddihn a avut o cunoaștere enciclopedică a științelor umane și a fost un poliglot, capabil să vorbească opt limbi și să citească în alte șaptesprezece. Cărțile sale timpurii au fost influențate de mișcarea americană conservatoare. A fost un asociat al lui William F. Buckley Jr.. Scrierile sale cele mai cunoscute au apărut în revista National Review, unde a fost cronicar timp de 35 de ani. 
Erik von Kuehnelt-Leddihn a decedat la 26 mai 1999 la Lans, Austria, la 89 de ani.

## Lucrări scrise
- Über dem Osten Nacht, Roman, Verlag Anton Pustet, Salzburg 1935
- The Menace of the Herd or Procrustes at Large, Bruce Publishing, Milwaukee 1943 (PDF-Volltext bei archive.org)
- Liberty or Equality. The Challenge of Our Time, Caxton Printers, Caldwell 1952

dt. Übersetzung: Freiheit oder Gleichheit? Die Schicksalsfrage des Abendlandes, Otto Müller Verlag, Salzburg 1953
erweiterte Neuauflage: Gleichheit oder Freiheit? Demokratie – ein babylonischer Turmbau?, Hohenrain Verlag, Tübingen 1985
- Zwischen Ghetto und Katakombe. Von christlicher Existenz heute, Otto Müller Verlag, Salzburg 1960
- Die Gottlosen, Verlag Das Bergland Buch, Salzburg 1962
- Lateinamerika. Geschichte eines Scheiterns?, Verlag A. Fromm, Osnabrück 1967
- Hirn, Herz und Rückgrat, Verlag A. Fromm, Osnabrück 1968
- Das Rätsel Liebe, Herold Verlag, Wien 1975. ISBN 3-7008-0117-3
- Narrenschiff auf Linkskurs – Ein Panorama für Erwachsene, Styria Verlag, Graz 1977. ISBN 3-222-10968-0
- Rechts, wo das Herz schlägt – Panoptikum für garantiert unmoderne Menschen, Styria Verlag, Graz 1980
- Austria infelix oder Die Republik der Neidgenossen, Böhlau Verlag, Wien 1983
- Die falsch gestellten Weichen. Der Rote Faden 1789–1984, Böhlau Verlag, Wien 1985
- Die rechtgestellten Weichen. Irrwege, Abwege und Auswege, Karolinger Verlag, Wien 1989
- Kirche und Moderne – moderne Kirche?, Leopold Stocker Verlag, Graz 1993
- Demokratie. Eine Analyse, Leopold Stocker Verlag, Graz 1996
- Von Sarajevo nach Sarajevo. Österreich 1918–1996, Karolinger Verlag, Wien 1996
- Kirche contra Zeitgeist, Leopold Stocker Verlag, Graz 1997
- Weltweite Kirche. Begegnungen und Erfahrungen in sechs Kontinenten 1909–1999, Christiana-Verlag, Stein am Rhein 2000

## Vezi și
- Listă de scriitori de literatură științifico-fantastică
- Listă de scriitori de limbă germană
- Științifico-fantasticul în Austria